# Centa San Nicolò
Centa San Nicolo település Olaszországban, Trento megyében.  Centa San Nicolò Besenello, Caldonazzo, Folgaria, Calceranica al Lago és Vattaro községekkel határos.

## Népesség
A település népességének változása: